# Regiunea Horezm
Horezm este o regiune  în  statul Uzbekistan. Reședința sa este orașul Urghenci.